# 洪皓
洪皓（1088年—1155年），字光弼，饶州鄱阳县（今江西省鄱阳县古县渡镇）人，南宋政治人物。

## 生平
宋哲宗元祐三年（1088年）出生於饒州。书无所不读，虽食不释卷，宋徽宗政和五年（1115年）進士，不久出任台州寧海縣主簿，又升遷秀州（今浙江省嘉興市）司錄。建炎三年（1129年）知泗州（今江蘇省盱眙縣北）兼淮南、京東等路撫諭使，對付叛軍李成。同年八月奉命赴金國至太原，滯留近一年，十二月被遷往雲中（今山西省大同市）。紹興元年（1131年），被金人流放到冷山（今黑龍江省五常市境內的大禿頂子山），從云中至冷山走了六十日，冷山天寒，四月生草，八月飞雪。紹興九年（1139年），被陳王完顏希尹帶到燕京（今北京）。金國數次脅迫洪皓出任官職，被洪皓拒绝。洪皓曾屢次派人向被囚禁在五國城（今黑龍江省依蘭縣）的徽宗、欽宗二帝及在临安府（今浙江省杭州市）的宋高宗秘密傳遞消息，报告金王朝的虚实。留金期间，将汉文化北传，“无纸则取桦叶写《论语》、《大学》、《中庸》、《孟子》传之，时谓‘桦叶四书’”，“其酋闻洪尚书名，争邀入庐，出妻女胡舞，举浑脱酒以劝”。
紹興十三年（1143年）紹興和議成，和張邵、朱弁回歸南宋。前後一共在金國渡過了十五年，雖然備嘗艱苦，被扣十五年仍不屈服，被比作宋之苏武，赐第于杭州西湖葛岭。南歸後，授徽猷阁直学士；因贊同張浚對金抗戰，“称张浚为金人所惧，乃在宋不得用”，见秦桧即言不可苟安钱塘，數次得罪奸臣秦檜，为秦桧所忌；十七年（1147年）授濠州团练副使，五月安置英州（今廣東省英德市），居英州九年，開始口述《松漠紀聞》。復為朝奉郎，调任袁州（今江西省宜春市）通判。著有《文集》、《春秋紀詠》、《姓氏指南》、《松漠紀聞》二卷、詩集《鄱陽集》四卷、詞集《鄱陽詞》一卷。有子洪适、洪遵、洪迈。其後人輾轉定居於現福建省金門縣烈嶼鄉青歧村。

## 地方政績

### 洪佛子
宣和年間（1119-1125年），洪皓擔任秀州司錄。當地發生嚴重水災，許多百姓流離失所。他向郡守請命，主動承擔救災之責，開倉賑糧，並降低價格售出糧食。因擔心發糧時民眾爭搶混亂，他制定秩序，發放青、白旗標記身份，並在領糧者手上做記號，以確保公平分配。他既執行嚴格紀律，又讓賑濟普及百姓。
當時，浙東官府運送的糧食途經秀州，洪皓請求郡守攔留糧食以救災，但郡守拒絕。洪皓曰：「願以一身易十萬人命。」百姓深受感動，尊稱他為「洪佛子」。
建炎二年(1128年)，父洪彥先去世，洪皓返饒州(鄱陽縣)奔喪。期間秀州軍隊叛亂，劫掠城內居民。但當叛軍途經洪皓家門時，卻說：「此洪佛子家也。」於是沒有搶掠，展現了洪皓德行所積累的威望與影響力。

## 晚年事蹟
晚年追贈太師，封魏國公，諡「忠宣」。逝世於紹興 (南宋)二十五年乙亥十月壬辰 (西元1155年11月14號)，卒於南雄州(今廣東省南雄市)，享年六十八歲。洪皓逝世次日，秦檜卒。

## 歷代祖宗
參考長子洪适《盤洲文集》及三子洪邁《容齋三筆》《容齋續筆》，其輩分唯一世祖，按洪皓為二世祖。

### 七世祖
- 洪師暢[9]

### 曾祖父輩(五世)
- 洪士良 [10][11]
- 章氏，洪士良正室夫人。

### 祖父輩(四世)
- 洪炳，字伊濟，官至少保[12]。
- 何氏，洪炳正室夫人，紀國夫人。

### 父輩(三世)
- 洪彥先（1057年-1128年）[13]，字孝深，官至太師，秦國公[14]。洪皓之父親。
- 董氏，洪彥先正室夫人，秦國夫人。
- 洪彥昇，字仲達，官至給事中[15]。追贈太中大夫[16]。洪皓之伯父。

### 妻妾
- 沈氏，魏國夫人[17]。

### 子輩(一世)
《宋史》 卷三七三，列洪皓三子:
- 洪适，長子。
- 洪遵，次子。
- 洪迈，三子。

按三子洪邁《容齋三筆》及《夷堅之乙》，另列五弟:
- 洪逖，字景孫。
- 洪遜。
- 洪邈。
- 洪邃。
- 洪迅，字景徐。